# Don’t You Wanna Stay
Don’t You Wanna Stay – singel amerykańskiego piosenkarza country Jasona Aldeana z gościnnym udziałem amerykańskiej piosenkarki pop-rockowej Kelly Clarkson. Piosenka została wydana 29 listopada 2010 roku jako drugi singel z albumu Aldeana My Kinda Party. Utwór znalazł się także na edycji Deluxe albumu Clarkson zatytułowanego Stronger (2011).
Utwów „Don’t You Wanna Stay” odniósł duży sukces w Stanach Zjednoczonych, gdzie dotarł do miejsca pierwszego na liście Billboard Hot Country Songs oraz do miejsca trzydziestego pierwszego na Billboard Hot 100. Singel sprzedał się w nakładzie dwóch milionów egzemplarzy pokrywając się podwójną platyną i stając się najlepiej sprzedającą się kolaboracją country w historii. W 2012 roku Aldean i Clarkson otrzymali nominację do nagrody Grammy w kategorii „Najlepszy występ country w grupie lub duecie”.

## Teledysk
Jako teledysk do utworu zostało wykorzystane nagranie występu Clarkson i Aldeana z 10 listopada 2010 roku podczas gali rozdania nagród Country Music Association w Bridgestone Arena w Nashville w stanie Tennessee. Dyrektorem teledysku był Paul Miller.

## Pozycje na listach i certyfikaty

### Notowania tygodniowe
| Notowanie (2010/2011)              | Najwyższa pozycja |
| ---------------------------------- | ----------------- |
| Kanada (Canadian Hot 100)          | 35                |
| USA (Billboard Adult Contemporary) | 3                 |
| USA (Billboard Hot 100)            | 31                |
| USA (Billboard Hot Country Songs)  | 1                 |

### Certyfikaty
| Kraj/region       | Wydawca | Certyfikat |
| ----------------- | ------- | ---------- |
| Stany Zjednoczone | RIAA    | 2x platyna |